# Ángel González García
Ángel Lorenzo González García (Burgos, 1948 - 21 de desembre de 2014) va ser un historiador, crític d'art i professor universitari espanyol, destacat autor d'obres d'estudi i de divulgació de la història de l'art, guardonat en 2001 amb el Premi Nacional d'Assaig.

## Biografia
Professor d'Història de l'art en la Facultat de Geografia i Història de la Universitat Complutense de Madrid, crític d'art en diverses publicacions especialitzades i en diaris i revistes generalistes com El País (anys 1980) o Cambio 16, va formar part del consell assessor del Museu Reina Sofia en els seus inicis.
Tant des de les aules com en les seves publicacions, va impulsar el coneixement de la història de l'art des d'altres perspectives, usant «multiplicitat d'enfocaments i referències» i buscant en qui escolta o llegeix una reacció nova enfront de l'obra, l'autor, l'exposició. Va mantenir forts llaços amb els artistes emergents de la seva generació, com Carlos Alcolea o Juan Navarro Baldeweg i es va mostrar crític amb cert col·leccionisme privat que atresorava les obres solament per comerciar, com una inversió. A més, li semblava un escàndol que els «propietaris» de les obres d'art situades en museus públics —els ciutadans— haguessin de pagar per entrar-hi i contemplar «les seves obres» va defensar l'art com un «esdeveniment sensorial», no com a transmissor de coneixement.
Autor de dos estudis de la pintura renaixentista italiana, Tratado de la pintura de Leonardo y Da Pictura Antiga (Francisco de Holanda), va bolcar el seu interès per l'art dels segles XIX i XX. De les recopilacions de les seves crítiques d'art va néixer El resto. Una historia invisible del arte contemporáneo, publicat l'any 2000 i que va ser guardonat amb el Premi Nacional d'Assaig a l'any següent. A partir d'aquest moment van veure la llum diverses obres, de les quals la crítica va destacar Pintar sin tener ni idea y otros ensayos sobre arte (sobre Alberto Giacometti), Roma en cuatro pasos, arte y terror i Algunos avisos urgentes sobre decoración de interiores y coleccionismo.
Peio H. Riaño va assenyalar sobre ell que la seva va ser «la carrera més brillant i independent de totes les que naveguen pel fanguer de la Història de l'Art». Miguel Zugaza, director del Museu del Prado, va destacar la seva labor com a autor, crític i professor, faceta en la que el va qualificar d'«extraordinari» i també se li va reconèixer ser un mestre de mirada independent.